# Konzulat Republike Slovenije v Limassolu
Konzulat Republike Slovenije v Limassolu je diplomatsko-konzularno predstavništvo (konzulat) Republike Slovenije s sedežem v Limassolu (Ciper); spada pod okrilje Veleposlaništva Republike Slovenije v Grčiji.
Trenutni častni generalni konzul je Evros Alexandrou.